# Celiadins
|  | No s'ha de confondre amb Coliadinae. |

Els celiadins (Coeliadinae) són una subfamília de lepidòpters papilionoïdeus de la família dels hespèrids (Hesperiidae). Amb unes 150 espècies descrites, aquesta és una de les subfamílies de papallones més petites. Va ser proposat per primera vegada per William Frederick Evans el 1937.
La subfamília està restringida als tròpics del Vell Món. Comprèn el llinatge viu més basal dels patrons. El segon segment dels palps és erecte i densament escalat, i el tercer segment és perpendicular, llarg, prim i sense escales.

## Gèneres
Només hi ha hagut un estudi filogenètic limitat d'aquesta subfamília, i encara cal resoldre alguns problemes. Per exemple, el gènere Burara està inclòs en Bibasis, perquè no són monofilétics si es manté la seva delimitació tradicional. Tanmateix, bé poden consistir en dos llinatges diferents, però on dibuixar la línia entre ells i quin nom per utilitzar per al segon gènere encara queda per determinar.
En la seqüència filogenètica provisional, els gèneres de Coeliadinae són:
- Allora
- Pyrrhiades
- Pyrrhochalcia
- Badamia
- Bibasis
- Hasora
- Choaspes
- Coeliades